# Артелярщинська сільська рада
Артелярщинська сільська рада — колишній орган місцевого самоврядування у Зінківському районі Полтавської області з центром у селі Артелярщина.

## Населені пункти
Сільраді були підпорядковані населені пункти:
- c. Артелярщина
- с. Будки
- с. Лагоди